# BAP (banda alemana)
BAP es una banda alemana de rock, formada en 1976 en Colonia. Liderada por el cantante y compositor Wolfgang Niedecken, es considerada una de  las bandas de rock más exitosas de Alemania, 11 de sus 23 álbumes han alcanzado el número 1 de ventas. Desde sus comienzos se caracterizaron por escribir sus letras en Idioma kölsch, un dialecto del alemán que se habla en la ciudad de Colonia y sus alrededores. Fuertemente influidos en sus primeros años por artistas como Bob Dylan, the Kinks, Bruce Springsteen, the Rolling Stones y Wolfgang Ambros, tras la salida de varios de sus miembros fundadores, la banda pasó a llamarse Niedecken BAP.

## Historia
El grupo fue fundado en 1976 por los músicos Wolfgang Niedecken y Hans Heres. En 1981, publicaron su sencillo más exitoso "Verdamp lang her", cuya letra describe los sentimientos de Niedecken respecto al fallecimiento de su padre. El nombre "BAP" deriva de "BAPP", un juego de palabras en Idioma kölsch que Niedecken solía usar como apodo.
Las letras de sus canciones tratan a menudo sobre los problemas sociales o personales en un mundo cambiante y complejo de enfrentar. En 1987 iniciaron una gira por Nicaragua apoyando las protestas contra las fuerzas contrarrevolucionarias de ese país. Ese mismo año, BAP fue el primer grupo de rock alemán que actuó en China.
A lo largo de su carrera BAP ha logrado alcanzar el número 1 de las listas alemanas con más de 20 sencillos. Su éxito ha traspasado fronteras, siendo una banda muy reconocida en países germanoparlantes como Austria, Suiza, Luxemburgo o los Países Bajos. Han realizado giras por lugares como la antigua Unión Soviética, Mozambique o Nicaragua, siempre involucrados en proyectos sociales.

## Discografía
- 1979: Wolfgang Niedecken's BAP rockt andere kölsche Leeder
- 1980: Affjetaut
- 1981: Für usszeschnigge!
- 1982: Vun drinne noh drusse
- 1983: Live - bess demnähx...
- 1984: Zwesche Salzjebäck un Bier
- 1985: Kristallnacht
- 1986: Ahl Männer, aalglatt
- 1988: Da Capo
- 1990: X für 'e U
- 1991: ...affrocke!!
- 1993: Pik Sibbe
- 1995: Wahnsinn - Die Hits von 79-95
- 1996: Amerika
- 1999: Comics & Pin-Ups
- 1999: Tonfilm
- 2001: Aff un zo
- 2002: Övverall
- 2004: Sonx
- 2005: Dreimal zehn Jahre
- 2008: Radio Pandora
- 2009: Live und in Farbe
- 2011: Halv su wild
- 2011: Volles Programm
- 2014: Das Märchen vom gezogenen Stecker
- 2016: Niedeckens BAP: Lebenslänglich
- 2016: Die beliebtesten Lieder 1976–2016